# 朝鮮の虐殺

構図の元となったゴヤの『マドリード、1808年5月3日』

『朝鮮の虐殺』（Massacre in Korea）は、スペインの画家パブロ・ピカソが信川虐殺事件に触発されて1951年に描いた作品。フランシスコ・デ・ゴヤの『マドリード、1808年5月3日』と同じ構図である。同様の構図はエドゥアール・マネ『皇帝マキシミリアンの処刑』にも見られる。

## 概要
環境保護団体エクスティンクション・レベリオンの活動家二人が、オーストラリアのビクトリア国立美術館で展示中であった本作に手を接着する事件があった。絵は無事であった。

## 影響
フレディ・ハバードとイルハン・ミマールオールがソンミ村虐殺事件を扱ったアルバム「Sing Me a Song of Songmy」（1971年）のアルバムジャケットにこの絵が使われている。